# Monte Herschel
Il Monte Herschel (in lingua inglese: Mount Herschel) è una imponente montagna antartica, alta 3.335 m, situata 2,6 km a nordest del Monte Peacock e che si affaccia da sud sulla parte terminale del Ghiacciaio Ironside, nei Monti dell'Ammiragliato, in Antartide. 
Il monte è stato scoperto nel 1841 dall'esploratore polare James Clark Ross, che ne assegnò la denominazione in onore di John Herschel, famoso astronomo britannico.
Il Monte Herschel è stato scalato per la prima volta nel 1967 da un gruppo di alpinisti di cui faceva parte anche lo scalatore neozelandese Edmund Hillary, l'autore della prima ascesa al Monte Everest.